# Batalla del Llac Curci
La batalla del llac Curci va tenir lloc en els primers anys del regnat del primer rei de Roma, Ròmul, entre l'exèrcit romà dirigit pel mateix monarca i els sabins de Titus Taci. Segons la llegenda, a la fi de la batalla els dos pobles van quedar units en la mateixa comunitat.

## Història
Una vegada que els romans van fundar la ciutat en el Palatí, va començar a créixer, per tal d'aparèixer d'acord amb Titus Livi "prou potent per a competir militarment amb les ciutats dels voltants." Atès que les dones eren escasses, aquesta potència estava destinada a no durar més que una generació, si els romans no trobaven suficients esposes amb què procrear nens nous a la ciutat.
... Ròmul va enviar ambaixadors a les ciutats veïnes per celebrar tractats d'aliança amb aquests pobles i promoure la unió dels nous matrimonis. […] Les ambaixades no van ser ben rebudes enlloc, ja que sentien menyspreu i temor alhora per la seva presència, que constituïa una amenaça per a ells i els seus successors, cada vegada més precisa.
La joventut romana va acollir amb ressentiment les notícies de les ambaixades, de manera que molts van ser partidaris d'utilitzar la força. Ròmul va decidir, però, amagar el seu ressentiment i organitzar uns jocs solemnes en honor de Neptú, als quals va cridar Consualia. Després, va demanar als seus homes que portessin invitacions a les ciutats veïnes de Caenina, Antemnae, Crustumenium i als sabins, que vivien a prop del turó del Quirinal.
L'espectacle va començar, i quan acaparava tota l'atenció, es va llançar l'atac, segons el pla convingut. A un senyal, els joves romans van començar a córrer per segrestar a les noies. La major part dels segrestos es van fer a l'atzar de les trobades. Les més belles es van destinar als senadors més importants ...
Després de l'espectacle dels pares de les noies van fugir, acusant els romans d'haver trencat el pacte de hospitalitat. Ròmul va ser capaç d'apaivagar els ànims de les noies i, amb el pas el temps, sembla que la ira d'elles va anar desapareixent, gràcies a la cura i la passió amb què els romans les van tractar en els dies següents.
Dels pobles que havien patit la indignitat, els primers vençuts van ser els de Caenina, que van ser conquerits pels romans. Després va ser el torn dels antemnati i els crustumini. Ara només faltaven els sabins.

### Batalla
L'últim atac dut a terme sobre Roma va ser el dels sabins. En el curs de l'atac, s'explica que la verge vestal, Tarpeia, filla del comandant de la fortalesa Spurius Tarpeius, va ser corrompuda per l'or de Titus Taci, i va facilitar l'entrada a la ciutadella fortificada del Capitoli a un esquadró armat, sota qualsevol pretext. L'ocupació de la fortalesa pels sabins va portar als dos exèrcits a reunir-se a peu dels dos pujols, Capitoli i Palatí, just on més tard es va col·locar el Fòrum Romà), mentre que els comandants de les dues parts exhortaven als seus soldats a lluitar: Mezio Curzio pels sabins i Hostus Hostilius pels romans. El camp de batalla estava envoltat per nombrosos pujols, i no oferia vies de escap. Cal afegir que en aquells dies, les fortes pluges havien desbordat el riu, traient de la seva llera i deixant un fang espès, estancada, no fàcilment visible ni evitable, sinó perillós i insidiós.